# Cat and Mouse
Cat and Mouse es el décimo octavo episodio de la primera temporada de la serie de televisión estadounidense de drama-sobrenatural Grimm. El guion principal del episodio fue escrito por el guionista Jose Molina y la dirección general estuvo a cargo de Felix Acala. 
El episodio se transmitió originalmente el 20 de abril del año 2012 por la cadena de televisión NBC. Mientras que en América Latina el episodio se estrenó el 28 de mayo del mismo año por el canal Unniversal Channel.
En este episodio Nick se ve metido en medio de una antigua rivalidad entre una poderosa dinastía de Wesen conocida como la Verrat y la resistencia que se opone a la primera los cuales que responden al nombre de la Laufer; cuando Rosalee y Monroe comienzan ayudar al líder de la Laufer a evadir a un peligroso sicario de la verrat, que está decidido a hacer lo que sea con tal de atrapar a su presa. 

## Argumento
Un misterioso fugitivo y un Fuchsbau huye de la ciudad de Saint Louis en un intento desesperado por perder a su perseguidor, quien al parecer es una especie de sicario muy astuto que le ha estado siguiendo el paso de manera implacable. Cuando los dos llegan a Portland casi al mismo tiempo, el peligroso sicario inicia un tiroteo, buscando eliminar a su objetivo, pero este solo consigue herirlo en el hombro y ocasionar que el mismo pierda sus pertenencias. Poco después el fugitivo se refugia en la tienda de especias de Rosalee justo en el momento en que la dueña del negocio entra al lugar. 
El fugitivo resulta ser Ian Harmon, un antiguo amigo de la familia Calvert que llegó a Portland buscando un pasaporte falso que Freddy le había estado reservando. No obstante Rosalee nota que Ian está herido y procede a atenderle su balazo en el hombro para evitar llamar la atención de la policía, aunque esta eventualmente termina involucrando a Monroe en la situación para realizar el tratamiento más rápido, en el momento en el que el Blutbad conoce a Ian este no puede dejar de sentirse celoso por la enorme confianza que Rosalee le tiene al misterioso Fuchsbau, quien se revela como el exnovio de Rosalee.
En el tráiler de la tía Marie, Nick comienza a escribir en los diarios de los Grimm sobre su experiencia combatiendo a un Klaustreich, hasta que recibe una llamada para atender el tiroteo ocurrido en la estación de trenes. Mientras tanto, el sicario Edgar Waltz decide hacerle una visita al capitán Renard, en un intento inútil por convencer al policía de ayudarlo a buscar a Ian, pero Renard se rehúsa alegando que los asuntos de la Verrat no el conciernen. Al escuchar la respuesta, Watlz amenaza a su superior en latín y procede a realizar su propia búsqueda al visitar a un cantinero que aparentemente es también un informante, luego de escuchar por boca del cantinero de un lugar que donde se crean pasaportes falsos, Waltz mata al cantinero. La escena del crimen eventualmente es analizada por Nick y Hank, allí los detectives encuentran uno de los pasaportes de Ian; provocando que la policía malinterprete que el mismo es el autor del asesinato. Waltz se acerca a los policías haciéndose pasar por un testigo y nota de inmediato que Nick es un Grimm, luego de verlo reaccionar ante su transformación.
En la tienda de Especias, Rosalee y Monroe comienzan a tener un pequeño argumento, cuando los dos debaten la posibilidad de si involucrar o no a su amigo Grimm en la situación en la que están muy hundidos. Luego de pensarlo muy bien, los wesen deciden arriesgarse y citan a Nick en la tienda, en un principio el Grimm se portó agresivo con Ian debido a su supuesta involucración en el asesinato del cantinero, pero cuando Rosalee y Monroe le confirman que él es de los buenos, Nick está dispuesto a escuchar. Al parecer en el mundo de los wesen existe una poderosa dinastía conocida como las siete casas, las cuales están integradas por familias reales que alguna vez dominaron el mundo sobrenatural. Ian por su parte es el líder de la resistencia conocida como la Laufer, que se opone a los planes de las siete casas, entre ellas la Verrat. Si bien la intención de Rosalee y de Monroe es ayudar a Ian a escapar de Portland, Nick solo se ve interesado en capturar al asesino, por lo que los cuatro eventualmente terminan poniéndose de acuerdo en continuar con sus planes luego de deducir que el asesino del cantinero y el perseguidor de Ian es Edgar Waltz.    
En otra parte de Portland, Waltz llega al negocio que le indicó el cantinero, el cual resulta estar dirigido por un Mauzhert de nombre Reginald. Waltz se las arregla para persuadir a Reginald de ayudarlo a localizar a Ian, si es que el mismo o alguna persona relacionada con él, visita el lugar para recoger el pasaporte con el que podría salir de Portland. Más tarde Nick es citado por Watlz en la estación de trenes para asistir a una freiderenden. Ian explica que es la equivalente de una tregua temporal utilizada por bandos enemigos para discutir sus asuntos cara a cara, pero que en el momento en que los mismos se retiran, la tregua queda completamente anulada. Cuando Nick asiste este no logra llegar a ningún acuerdo y se ve en la obligación de regresar a la tienda de especias para trazar otro plan.
Desafortunadamente Rosalee llega al negocio de Reginald para recoger el pasaporte de Ian, ocasionando que el Mauzhert la delate con Waltz, en un intento desesperado por proteger a su familia. Aunque Waltz promete no lastimar la familia de Reginald, este se conforma con acabar con su soplón y sigue a Rosalee hasta la tienda de especias, lugar donde toma de rehén a la misma para garantizar la entrega de Ian. Nick y Monroe se las arreglan para detener a Waltz, pero es Ian quien termina asesinando al sicario. Nick aprovecha la situación para "arrestarlo" frente a Rosalee y así evitar que la misma siga involucrada en su peligrosa vida. Nick entonces pone en libertad a Ian y le advierte que no regresa a Portland nunca más. Poco después, Nick pone el cadáver de Waltz en un lugar desolado para cubrir el rastro de Ian.

## Elenco
- David Giuntoli como Nick Burkhardt.
- Russell Hornsby como Hank Griffin.
- Bitsie Tulloch como Juliette Silverton.
- Silas Weir Mitchell como Eddie Monroe.
- Sasha Roiz como el capitán Renard.
- Reggie Lee como el sargento Wu.

## Producción
Algunas escenas flashback fueron de los episodio The Thing with Feathers.

### Continuidad
- Este episodio marca la introducción de la Verrat en la serie y la relación de Renard con la misma.
- Monroe comienza a mostrar sentimientos por Rosalee.
- Juliette menciona la breve relación de Hank y Adalind.

## Recepción

### Audiencia
En el día de su transmisión original en los Estados Unidos por la NBC, el episodio fue visto por un total de 4.5600.000 de telespectadores.

### Crítica
Less Chappell de AV Club le dio a episodio una B+ en una categoría de la A a la F argumentando: "No está lo suficientemente completo como para resolver lo del episodio pasado, pero es una necesitada expansión de lo que justamente consiste ese mundo de criaturas".